# 小斯坦蛛
小斯坦蛛（学名：Stenaelurillus minutus）为跳蛛科斯坦蛛属的动物。在中国大陆，分布于海南等地。该物种的模式产地在海南。